# Lwangwa
Lwangwa ist ein Verwaltungsbezirk (Ward) des Distrikts Busokelo in der tansanischen Region Mbeya.

## Geografie
Lwangwa liegt im Südwesten von Tansania rund 35 Kilometer nordwestlich vom Malawisee. Der tiefste Punkt mit etwa 1000 Meter Seehöhe liegt im Osten am Fluss Lufilyo, der die Grenze zur Region Njombe bildet. Im Nordwesten steigt das Land auf über 2000 Meter an.
Bei der Volkszählung 2022 lebten hier 11.134 Menschen in 3228 Haushalten.

## Gliederung
Der Bezirk besteht aus vier Gemeinden (Mtaa) mit 15 Orten (Kitongoji):
| Mbigili - Mbigili - Ngelenge - Iloboko - Mbisa - Bunyakasege - Busilya | Lukasi - Kisondela - Lukasi - Kiputa | Kitali - Kitali - Lupaso - Itiki | Ikamambande - Kitungwa - Butumba - Mbande |

## Wirtschaft und Infrastruktur
- Landwirtschaft: Ackerbau und Viehwirtschaft sind die wichtigsten Wirtschaftszweige. Angebaut werden hauptsächlich Bananen, Mais, Bohnen, Kochbananen, Avocados, Maniok, Mangos und Kakao, Nutztiere sind überwiegend Kühe, Schweine, Ziegen, Hühner und Enten.[6]
- Gesundheit: Im Bezirk gibt es zwei Apotheken, je eine in den Orten Mbigili[7] und Lukasi.[8]
- Bildung: Im Bezirk gibt es sechs Grundschulen und zwei weiterbildende Schulen.[6]